# Tara Stiles

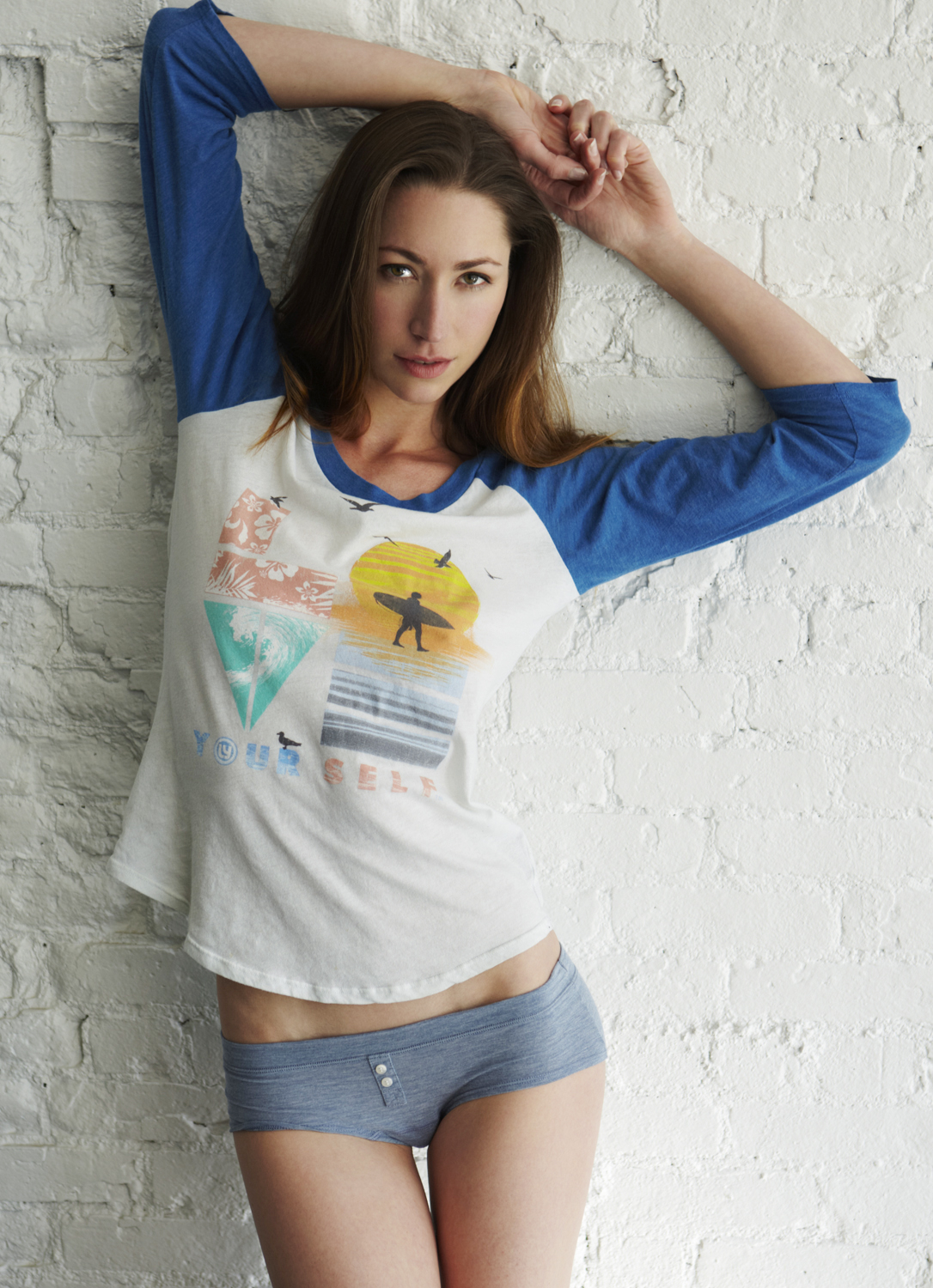
Tara Stiles (2010)

Tara Leann Stiles (* 6. Mai 1981 in Morris, Illinois) ist eine US-amerikanische Yogalehrerin, ehemaliges Model und Gründerin von Strala Yoga.

## Leben und Karriere
Stiles wuchs in der Stadt Morris im amerikanischen Bundesstaat Illinois auf. Nach ihrem Schulabschluss zog sie für ihr Ballettstudium nach Chicago.
Während ihres Studiums kam Stiles über eine ihrer Ballettlehrerinnen erstmals mit Yoga in Kontakt. Zur selben Zeit wurde sie von der Modelagentur Ford Models entdeckt und verließ Chicago, um in New York als Model zu arbeiten. Sie erkannte allerdings bald, dass die Modelkarriere nicht ihr Lebensziel war.
2006 veröffentlichte Stiles für Ford Models ihre ersten Yoga-Videos auf Youtube und nutzte sehr bald unterschiedliche Internetplattformen und soziale Medien, um Yoga so vielen Menschen wie möglich zugänglich zu machen. Sie verfasste unter anderem erfolgreiche Yoga-Blogs für das US-amerikanische Women’s Health Magazine und die Onlinezeitung Huffington Post.
Stiles startete ihre Karriere als Yogalehrerin 2007 in New York, wo sie zunächst kostenlose Kurse leitete. 2008 gründete sie schließlich ihr eigenes Yoga-Studio Strala in New York City. Ihr unkonventioneller Zugang zu Yoga abseits der traditionellen Yoga-Philosophie hat Stiles den Ruf als „Yoga-Rebellin“ eingebracht: „Die Leute brauchen Yoga […] und keinen spirituellen Anführer.“ In ihren Yogastunden, die sie in ihrem New Yorker Yoga-Studio sowie in vielen Partnerstudios auf der ganzen Welt hält, versucht sie, einen möglichst ungezwungenen Zugang zu Yoga zu vermitteln und auf strenge Regeln zu verzichten: „Mir ist es wichtig, dass die Leute verstehen, dass Yoga kein elitärer Club ist. Um das zu vermitteln, gehe ich ganz unkompliziert an die Sache heran.“ In ihren Stunden verzichtet Stiles auf Sanskrit-Bezeichnungen und traditionelle Yoga-Gesänge und konzentriert sich stattdessen auf den Fitness- und Wohlfühleffekt von Yoga. Sie begleitet ihre Kurse mit moderner Musik und bezeichnet sie als „Yoga-Party“. Zu den berühmtesten Schülern und Fans von Tara Stiles zählen Jane Fonda und der Autor Deepak Chopra.
Stiles veröffentlichte bisher zwei Bücher und mehrere Übungs-DVDs und betreibt darüber hinaus ihren eigenen Youtube-Channel mit kostenlosen Yoga- und Kochvideos.
Tara Stiles ist Testimonial und Botschafterin für Reebok und hat gemeinsam mit der Fitness-Marke bereits mehrere Yoga-Kollektionen entwickelt.

## Strala Yoga
Stiles gründete 2008 gemeinsam mit Ehemann Michael Taylor das Yoga-Zentrum „Strala“ in Manhattan, in dem sie bis heute Yogastunden gibt. Der Name war zunächst eine reine Wortschöpfung, erst später stellte sich heraus, dass das Wort „strala“ im Schwedischen „strahlen“ bedeutet. Strala ist mittlerweile nicht mehr nur noch Name des Yoga-Studios, sondern steht vielmehr für die von Tara Stiles entwickelte, unkonventionelle Herangehensweise an Yoga, in deren Mittelpunkt nicht die traditionelle Yoga-Philosophie und die Einhaltung von Regeln steht, sondern körperliches Wohlbefinden und Spaß an der Bewegung.
Derzeit sind neben Tara Stiles 16 weitere Yoga-Lehrer in ihrem New Yorker Studio tätig. Darüber hinaus bietet Strala auch eine Ausbildung für externe Yoga-Lehrer an. Mittlerweile wird Strala-Yoga von mehreren Tausend Yogalehrern auf der ganzen Welt in Yogaschulen, Fitnessstudios und Strala-Partnerstudios unterrichtet.
Im Rahmen von Bill Clintons Schulprogramm „Alliance for a Healthier Generation“ wird Strala an über 2.000 Schulen in den USA angeboten.

## Kritik
Tara Stiles, die auf ihrer Homepage auf diverse von ihr empfohlene Life-style-Produkte verlinkt, wird vorgeworfen, den Yoga zu kommerzialisieren. Besondere Kritik erntete sie, als sie für eine amerikanische Hotelkette in einem Glaswagen der durch New York fuhr, Yogaposen einnahm. Dadurch würde sie ein falsches Idealbild der Frau (slim, sexy) abgeben, ja sogar misogyne Vorstellungen unterstützen.
Mit Videos wie „Yoga gegen einen Kater“ auf Youtube instrumentalisiere sie Yoga hemmungslos und lege das Schwergewicht auf Körpertraining und Schlankheit und weniger auf das eigentliche Ziel des Yogas.
Die Huffington Post fragt zudem, ob sie mit ihrem Buch Yoga Cures Quacksalberei betreibe und bezichtigt sie, Yoga auf unseriöse und unsachmäßige Weise als Allheilmittel darzustellen.
Bemängelt wird auch, dass Tara Stiles, die selbst Yogalehrer ausbildet, nicht angibt, bei wem sie Yoga gelernt habe.

## Publikationen (Auswahl)
- Slim Calm Sexy Yoga. Rodale, Emmaus, Pa. 2010, ISBN 978-1-60529-556-5.
- Daily yoga. Jane Fonda's workout. Watch It Now Entertainment, Beverly Hills 2010 (DVD).
- Yoga transformation. Weight loss and balance. mit Deepak Chopra, Lions Gate Home Entertainment, Santa Monica 2011 (DVD).
- Yoga cures. Three Rivers Press, New York 2012, ISBN 978-0-307-95485-5.
- Wie Yoga heilt: Einfache Übungen gegen 50 verbreitete Beschwerden. Knaur, München 2013, ISBN 978-3-426-65729-4.